# Католицька церква в Танзанії
Като́лицька це́рква в Танза́нії — друга християнська конфесія Танзанії. Складова всесвітньої Католицької церкви, яку очолює на Землі римський папа. Керується конференцією єпископів. Станом на 2004 рік у країні нараховувалося близько 10 465 000 католиків (26,69% від усього населення). Існувало 30 діоцезій, які об'єднували 847 церковних парафій.  Кількість  священиків — 2140 (з них представники секулярного духовенства — 1441, члени чернечих організацій — 699), постійних дияконів — 1, монахів — 1745, монахинь — 7591.